# Хуан Син
Хуан Син (кит. трад. 黃興, упр. 黄兴, пиньинь Huáng Xīng; 25 октября 1874 — 31 октября 1916) — китайский государственный и военный деятель, революционер-милитарист, первый руководитель армии Китайской республики (c 28 октября по 27 ноября 1911 года).

## Биография
Родился в уезде Шаньхуа провинции Хунань. В 1893 году окончил Южную академию в Чанша, получив учёное звание цзиньши в возрасте 22 лет. С 1898 по 1901 год учился в Ухане, в 1902 году был отобран в числе студентов, отправленных изучать военное дело в Токийский университет в Японии. В 1903 году, однако, вернулся в Китай во главе отряда из сокурсников, недовольных экспансией Российской империи в Маньчжурию. Годом позже основал и возглавил революционное общество, которое назвал своим именем (Хуансинхой). Его члены начали подготавливать восстание в Чанша против династии Цин, но их заговор был раскрыт, поэтому членам общества пришлось бежать в Японию.
В 1905 году в Японии совместно с Сунь Ятсеном Хуан Син основал организацию Тунмэнхой, став вторым после него человеком в её иерархии. В 1907 году тайно вернулся в Китай и организовал целый ряд вооружённых восстаний против центральной власти в провинциях Гуандун, Гуанси и Юньнань, а в апреле 1911 года — крупное Хуахуаганское восстание в Гуанчжоу, однако все эти восстания окончились неудачей.
С октября 1911 года принимал активное участие в Синьхайской революции, в январе 1912 года был назначен военным министром республиканского правительства в Нанкине, сохранив этот пост до марта, после чего до июня 1912 года был военным наместником в Нанкине и возглавлял войска в Центральном и Южном Китае. В августе 1912 года участвовал в создании партии Гоминьдан, возглавив её правое крыло. В 1913 году президент Юань Шикай снял представителей Гоминьдана со всех постов в правительстве и перенёс столицу в Пекин. Хуан Син остался в Нанкине и попытался создать Южную армию для противостояния Юань Шикаю, но его солдаты взбунтовались из-за нехватки денег и продовольствия, ввиду чего ему пришлось бежать в иностранную концессию в Шанхае. Летом 1913 года он принял активное участие в так называемой «второй революции», но, потерпев поражение, был вынужден покинуть страну и бежать сначала в Японию, затем в США, где занимался сбором средств для создания армии в Юньнани. В июне 1916 года Хуан Син возвратился в Китай, но умер через несколько месяцев после тяжёлой болезни.

## Образ в кино
- «Синьхайская революция» (2011) — роль Хуан Сина исполнил известный китайский актёр Джеки Чан.